# Romanówka (rejon berszadzki)
Romanówka – wieś w rejonie berszadzkim obwodu winnickiego, na wschodnim Podolu.
W czasach I Rzeczypospolitej wieś leżała w województwie bracławskim w prowincji małopolskiej Korony Królestwa Polskiego. W 1789 była prywatną wsią należącą do Moszyńskich. Odpadła od Polski w wyniku II rozbioru.